# Torben Kragh Grodal
Torben Kragh Grodal (født 25. januar 1943) er professor i film- og medievidenskab ved Københavns Universitet. Han var gift med Birgit Grodal, professor i økonomi ved Københavns Universitet indtil hendes død i 2004. Tidligt i karrieren var han professor i litteratur ved Københavns Universitet. Med tiden vendte interessen dog mod filmanalysen, og det fik ham til senere helt at skifte til film- og medievidenskab. Han har skrevet mange essays, bl.a. Love and Desire in the Cinema. Hans gennembrudsværk inden for filmanalyse er Moving Pictures – A New Theory of Film Genres, Feelings, and Cognition, udgivet af Oxford University Press i 1997.
18. november 2010 blev han Ridder af Dannebrog.

## Udvalgt bibliografi

### Bøger
- Torben Kragh Grodal (15. oktober 2007), Filmoplevelse, Samfundslitteratur, ISBN 978-87-593-1204-9, OL 48040862M, Wikidata  Q105614712

### Artikler
- Torben Kragh Grodal (23. november 1971), "Tematisk tekstanalyse", Poetik, 4 (4): 40-55, doi:10.7146/POE.V4I4.107906, Wikidata  Q105606890
- Torben Kragh Grodal (28. april 1987), "Fiktionsteori og underholdningens genrer", K & K, 15 (58): 7-25, doi:10.7146/KOK.V15I58.20743, Wikidata  Q105606940
- Torben Kragh Grodal (16. januar 1988), "Emotion, narration, illusion og distance", K & K, 15 (60): 7-32, doi:10.7146/KOK.V15I60.18212, Wikidata  Q105606985
- Skabelon:Cote Q
- Torben Kragh Grodal (2007), "Pain, Sadness, Aggression, and Joy: An Evolutionary Approach to Film Emotions", Projections, 1 (1), doi:10.3167/PROJ.2007.010107, Wikidata  Q105574280
- Torben Kragh Grodal (3. september 1997), "Kropssprog i medieret form", Mediekultur, 13 (26): 18-26, doi:10.7146/MEDIEKULTUR.V13I26.1087, Wikidata  Q105574969